# Assunta Pieralli
Assunta Pieralli (Lippiano, 1807 – Perugia, 1º novembre 1865) è stata una poetessa e educatrice italiana.

## Biografia
Nacque a Lippiano, parte del circondario di Città di Castello. Di umili origini, manifestò il talento per la poesia in gioventù. Studiò da autodidatta e ricevette il plauso di molte famiglie benestanti del Perugino che l'assunsero come precettrice per i loro figli. Fu membro dell'Accademia di letteratura e musica di Perugia insieme ad artisti come Francesco Bartoli, Ariodante Fabretti, Giovanni Pennacchi e Cesare Massari, e fu legata all'Accademia dell'Arcadia, all'Accademia spoletina, all'Accademia di San Sepolcro, agli Infecondi di Prato, agli Euteleti di San Miniato e ai Liberi di Città di Castello. Promotrice del movimento risorgimentale italiano, divenne nota per le sue poesie patriottiche. Per volere del governo, nel 1861 divenne docente di storia e geografia dell'istituto normale femminile di Perugia, scuola di cui assunse inoltre l'incarico di direttrice.
Morì a Perugia nel 1865. Le è stato intitolato il Liceo Statale Assunta Pieralli.

## Opere

### Poesie[9]
- Ode alla Vergine Assunta (1839)
- Il natale
- La tomba di Dante (1865)
- Due inni (1841)
- All'Italia inquieta (1843)
- Ai retrogradi (1866)
- Giulia Aldobrandini (1872)